# Камерунская федерация футбола
Федерация футбола Камеруна (фр. Fédération Camerounaise de Football, англ. Cameroonian Football Federation) — организация, осуществляющая контроль и управление футболом в Камеруне. Федерация контролирует национальную сборную Камеруна, а также организует проведение национального чемпионата и второго дивизиона, а также проводит розыгрыш национального кубка.
Федерация была основана 1960 году. В 1962 году присоединилась ФИФА, а на следующий год - к к африканской конфедерации футбола.
Национальная лига впервые была сыграна в 1961 году. «Канон Яунде» является самым успешным клубом с 10 наградами. Национальный кубок проводился с 1956 года, и выиграл большинство трофеев также «Канон Яунде» (11 раз).
Три камерунских клуба выигрывали Лигу чемпионов КАФ, «Орикс Дуала» (1964), «Канон Яунде» (1971, 1978, 1980), и «Унион Дуала» (1979).
Первый международный матч Камерун сыграл 13 апреля 1960 против Мадагаскара (9:2).
Национальная сборная Камеруна семь раз принимала участие в чемпионате мира (1982, 1990, 1994, 1998, 2002, 2010, 2014). Наибольший успех команда достигла в 1990 году. Несколько раз команда побеждала на Кубке африканских наций (1984, 1988, 2000, 2002 и 2017).

## Список президентов
- 1958—1960 : M. N’Gankou Амос
- 1961—1964 : Ибрагим M’Bombo N’Joya
- 1964—1968 : ??
- 1968—1972 : Рене Эссомба
- 1972—1978 : Жан Зоа Amougou
- 1978—1985 : M. Титти
- 1986—1988 : Петерс N’Tamack Яна
- 1986—1988 : Исса Hayatou
- 1988—1989 : Жан N’Ji N’Jikam
- 1989—1990 : Альберт Этотоке
- 1990—1993 : Njikam Simon et Pascal Owona
- 1993—1996 : Маха Дахер
- 1996—1998 : Винсент Онана
- 1998-: Мохаммед Ия